# 薩維尼峰
46°32′58.8″N 7°13′36.4″E / 46.549667°N 7.226778°E

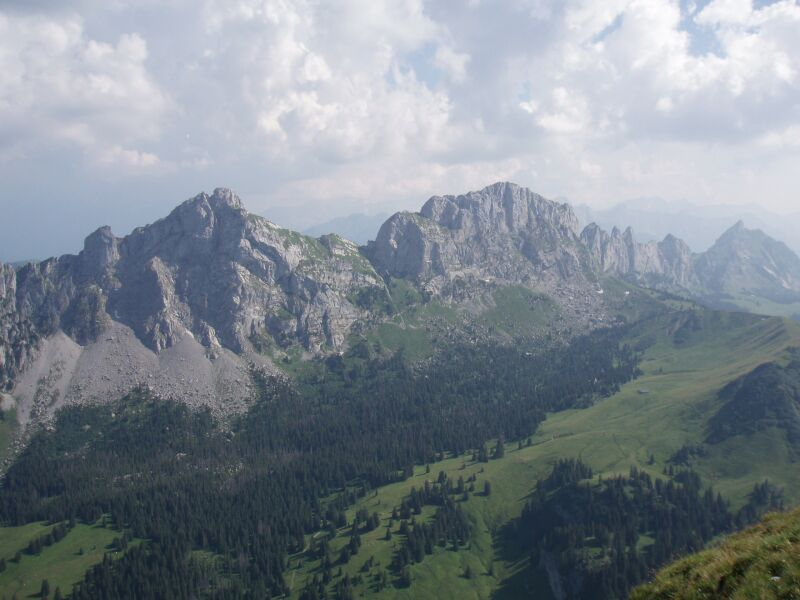

薩維尼峰（Dent de Savigny），是瑞士的山峰，位於該國西部，處於弗里堡州和沃州接壤的邊界，屬於伯爾尼山的一部分，海拔高度2,252米，每年平均降雨量1,395毫米。